# Werner Reichenbach
Werner Reichenbach (* 24. April 1936 in Dresden; † 29. Juni 2016 in Berlin) war ein deutscher Schachspieler. Er trug die Titel FIDE-Meister und Nationaler Meister.

## Leben
Der gelernte Schriftsetzer wuchs in der DDR auf, wo er von 1954 bis 1956 mit der Ostberliner SG Weißensee 49 in der DDR-Oberliga spielte, die in der Saison 1954/55 höchste Spielklasse der DDR war. 1953 nahm er an einem Freundschaftskampf zwischen Ost- und Westberliner Mannschaften teil. 1954 belegte er den dritten Platz in der Jugendmeisterschaft der DDR.
Ende der 1950er Jahre bis zum Bau der Berliner Mauer hielt sich Reichenbach häufig in Westberlin auf, wo er im Kreuzberger Café Wöller regelmäßig mit Kurt Richter Schach spielte. Gemeinsam mit weiteren Ostberliner Spielern wie Rudolf Elstner spielte er für den Schach-Club Kreuzberg, dessen Spiellokal das Café Wöller war.
Nachdem er wegen Beleidigung Walter Ulbrichts inhaftiert und von der Bundesrepublik Deutschland für 40.000 DM freigekauft wurde, siedelte er um 1970 nach Westberlin über, wo er sich zunächst den Schachfreunden Neukölln anschloss. Im Jahre 1971 gewann er zum ersten Mal die Westberliner Meisterschaft sowie den Westberliner Pokal. Insgesamt gewann er dreimal die Westberliner Meisterschaft, sechsmal den Pokal und sechsmal die Westberliner Meisterschaft im Blitzschach. Im Jahre 1974 wurde ihm für seinen dritten Platz bei der Deutschen Einzelmeisterschaft der Titel Nationaler Meister des Deutschen Schachbundes verliehen.

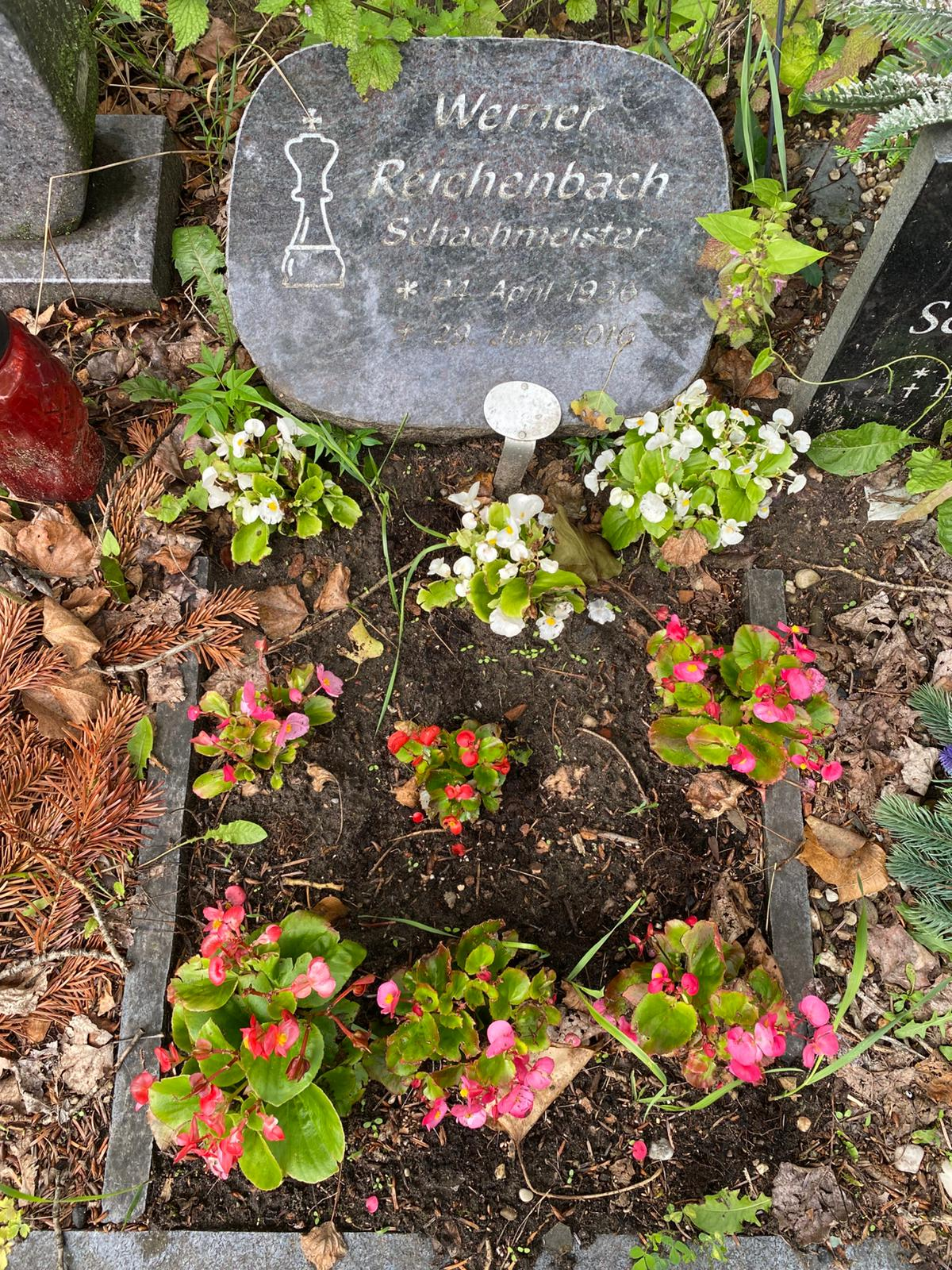
Grabstätte

Im Jahre 1975 nahm Reichenbach am vierten Brett der bundesdeutschen Auswahlmannschaft am Nordic Chess Cup in Hindås teil, wo er aus fünf Partien zwei Siege – bei zwei Remis und einer Niederlage – erreichte. Deutschland gewann das Turnier.
Im Jahre 1981 gewann er die Deutsche Pokal-Einzelmeisterschaft, den Dähne-Pokal.
Bis ins hohe Alter blieb Reichenbach in wechselnden Vereinen aktiv. Unter anderem spielte er für den SK Zehlendorf, den SK Oberkrämer und zuletzt – seit 2015 – für Eintracht Berlin. Er nahm auch erfolgreich an Seniorenturnieren teil und belegte 2003 den dritten Platz bei der deutschen Seniorenmeisterschaft.
Anfang 2016 erkrankte er schwer und verstarb schließlich in einer Spandauer Klinik an den Folgen. Seine letzte Ruhestätte erhielt Werner Reichenbach auf dem Alten Domfriedhof der St.-Hedwigs-Gemeinde. 

## Rezeption
Reichenbach galt als starker Schachspieler, der taktische Möglichkeiten sehr schnell erkannte, jedoch auch ein tiefes positionelles Verständnis besaß. Dabei spielte er gerne ungewöhnliche Eröffnungen und besiegte etwa Wolfgang Uhlmann mit dem riskanten Budapester Gambit. Robert Rabiega bezeichnete Reichenbach als die Berliner Schachlegende schlechthin.

## Erfolge
- Dähne-Pokal: 1981
- Westberliner Meisterschaft: 1971, 1974, 1976
- Westberliner Pokal: 1971, 1972, 1977, 1980, 1981, 1985
- Westberliner Blitzschachmeisterschaft: 1975, 1976, 1977, 1978, 1979, 1984
- Deutsche Blitzschachmeisterschaft der Senioren: 2002, 2003
- Deutsche Schnellschachmeisterschaft der Senioren: 2004, 2005, 2006
- Berliner Meisterschaft der Senioren: 2001, 2002, 2004, 2005, 2007, 2011